# حشره‌خوار آنسل
 حشره‌خوار آنسل (نام علمی: Crocidura ansellorum) نام یک گونه از سرده حشره‌خوارهای دندان‌سفید است.